# Torre Guelfa
La Torre Guelfa è una torre di Pisa presso la Cittadella, che risale alla metà del XV secolo.

## Storia
Fu edificata durante la prima dominazione fiorentina (1406), quando venne ristrutturato tutta la zona di quello che era l'Arsenali della Repubblica. Il nome venne scelto in contrapposizione alla più antica Torre Ghibellina, eretta nel 1290 all'angolo Sud-Ovest del quartiere e andata in seguito distrutta. La torre aveva anche il compito di permettere l'avvistamento, essendo alta abbastanza da scorgere il mare e al tempo stesso di dominare la città, essendo chiaramente visibile dalla prima metà dei lungarni.
La torre guelfa, insieme alla torre di Sant'Agnese, la torre del Canto (inglobata all'interno del Bastione San Giorgio) e la torre Ghibellina, delimitavano l'antica area della Terzanaia (oggi in gran parte scomparsa e nota come Cittadella), dove venivano costruite e riparate le galee repubblicane.
Minata dai tedeschi in ritirata nel Luglio del 1944, nel dopoguerra (1956) fu ricostruita non mantenendo completamente l'aspetto originale.
Oggi è aperta al pubblico e permette di ammirare una stupenda vista dalla sommità. All'interno sono stati collocati gli antichi stemmi familiari scolpiti di Capitani e Commissari Fiorentini che hanno governato la città.